# Gra paragrafowa
Gra paragrafowa – gra książkowa (gamebook), oparta na wyobraźni gracza, podobna do gry fabularnej, ale przeznaczona najczęściej dla jednej osoby. Inne nazwy gier paragrafowych to fantasolo (nazwa używana w Polsce w latach osiemdziesiątych do oznaczenia polskiego odpowiednika gier książkowych typu „fighting fantasy”) lub paragrafówki.
Gra polega na czytaniu opisów i dokonywaniu wyborów, z których każdy odsyła nas do innego paragrafu w książce (stąd nazwa). W trakcie gry można zbierać przedmioty (swój stan posiadania gracz przeważnie zapisuje na osobnej kartce) i ich używać, zmieniają się także takie wartości jak siła czy punkty życia.
Istnieją też pozycje pozbawione podobnych statystyk, które skupiają się na dążeniu do uzyskania jak najbardziej literackiej formy zbliżonej do opowiadania.
Gry paragrafowe są najczęściej utrzymane w konwencji fantasy lub science-fiction (np. postapokaliptyczny cykl Wojownik autostrady czy polski Dreszcz). Popularnością cieszyły się też gry paragrafowe historyczne (seria Wehikuł czasu I-III, V-VII, Janek. Historia małego powstańca), detektywistyczne (Pajęcza sieć, Wodny pająk) czy w konwencji horroru (Zagadka rezerwatu, Zaginiony, Pokuta, seria Tajemne Oblicze Świata).
Niekomercyjne gry książkowe w Polsce często tworzone są w formatach .doc lub PDF, a od roku 2011 również w EPUB i MOBI przystosowanych na czytniki książek elektronicznych. Pierwszą polską gra książkową wydaną w takim formacie jest edukacyjny projekt Janek. Historia Małego powstańca autorstwa Beniamina Muszyńskiego i dr. Macieja Słomczyńskiego. Spotyka się też gry paragrafowe w wersji multimedialnej robione są w pliku *.HTML, w którym przedmioty zapisywane są w ramkach, a wybór odsyła gracza linkiem do kolejnego paragrafu.

## Odmiany[5]

### Gry labiryntowe
To klasyczny model rozgrywki, który pochodzi jeszcze z lat siedemdziesiątych, a wiąże się zarówno z miejscem akcji (najczęściej labiryntami), jak i sposobem poruszania się po świecie gry (gracz musi rysować na bieżąco mapę, która przypomina labirynt). Postać posiada kartę ekwipunku oraz szereg opisujących go współczynników. Walki, podobnie jak w grach fabularnych (RPG) prowadzone są za pomocą kości, najczęściej sześciościennych, a cel przygody to zdobycie określonego skarbu, bądź pokonanie głównego wroga.

### Fabularne
Tutaj na pierwszym miejscu postawiona jest sama historia, a zadaniem gracza jest opowiedzieć ją sobie w konkretny, zależny od jego wyborów, sposób. Zwykle, do pewnego stopnia, ograniczona jest też swoboda poruszania. Wprawdzie gracz może odwiedzać różne lokacje, lecz nie tworzą skomplikowanej sieci wymagającej sporządzania mapy, a dostęp do nich jest ściśle związany z danym wątkiem fabularnym. Spora rolę odgrywają też partie dialogowe, dzięki którym możemy ustalić interesujące dla nas informacje bądź zyskać sprzymierzeńców lub wrogów. Niektóre pozycje dodatkowo podzielone są jeszcze na spójnie fabularnie rozdziały i posiadają również wiele alternatywnych zakończeń.

### Gry mieszane
Swobodna eksploracja świata oparta jest na modelu labiryntowym, ale definiowana przez rozwój fabuły. Gracz przemieszcza się od lokacji do lokacji (które może swobodnie eksplorować) w miarę rozwoju fabuły. Gra mieszana to również hybryda gatunkowa np. połączenie gamebooka i gry planszowej, lub karcianej.

## Historia[6]

### Świat

#### Początki
Idea książki, której treść zależałaby pośrednio od samego czytelnika, to pomysł, który szczególnie nęcił postmodernistów. Wcielili go w życie członkowie założonej w 1960 roku, eksperymentalnej, francuskiej grupy literackiej OuLiPo. Jej głównym celem było przede wszystkim formowanie nowych metod pisania, ściśle opartych na wzorach matematycznych. Liczne eksperymenty doprowadziły do zrodzenia koncepcji tree literature, czyli literatury drzewa, której główne założenia są zbieżne z zasadą działania gier książkowych, gdzie poszczególne wybory czytelnika coraz bardziej rozwarstwiają fabułę tworząc nowe, alternatywne ścieżki fabularne. Ich graficzny zapis przypomina właśnie drzewo.

#### Przełom
Pierwszym utworem literackim skomponowanym według wzoru, według którego tworzono później gry książkowe (podział na szereg mniejszych fragmentów, pomiędzy którymi poruszał się czytelnik) był Consider the Consequences! (autorstwa Doris Webster Mary Alden Hopkins) wydany w 1930 roku. Kolejnym znanym przykładem była Gra w klasy, powieść eksperymentalna argentyńskiego pisarza Julia Cortázara wydana w 1963 roku. Składała się ona z 155 krótkich rozdziałów, które można była czytać tradycyjnie (po kolei) lub w podanej przez autora kolejności. Równie dobrze czytelnik mógł sam wybierać następne numery, dostosowując fabułę do własnych potrzeb. Nie była to wprawdzie gra książkowa w dzisiejszym rozumieniu tego terminu, lecz wizja interaktywnej prozy została w tym dziele mocno skrystalizowana.

#### Rozwój
Autorem pierwszego w historii pełnoprawnego gamebooka był Edmund Wallace Hildick, brytyjski twórca książek dla dzieci. W 1967 roku stworzył opowieść o kocie (Lucky Les), którego przygody zależały od czytelnika. Podejmował on decyzje o dalszych losach zwierzaka, przechodząc na odpowiedni strony, przyporządkowane do danej ścieżki fabularnej. Począwszy od końca lat sześćdziesiątych gry książkowe zaczęły rozwijać się w stronę nowej formy rozrywki, odchodząc tym samym od swoich literackich korzeni. Proces ten przyśpieszył po roku 1976, kiedy to światło dzienne ujrzała gra Tunnels and Trolls, oparta na tytułowym systemie RPG, wykorzystująca kości oraz statystyki. Od tej pory tematyka gier książkowych zaczęła skupiać się przede wszystkim na fantastyce, głównie fantasy, a sam gatunek stopniowo zyskiwał na popularności. Kolejne pozycje wychodziły w coraz większych nakładach, sięgających setek tysięcy, a nawet milionów egzemplarzy. Rekord należy do zapoczątkowanej w 1979 roku, serii dla dzieci i młodzieży Choose Your Own Adventure. Drugim niezwykle popularnym cyklem okazał się Samotny Wilk autorstwa Joego Devera, licząca 28 tomów serię wydano w 9 milionach egzemplarzy. W Polsce ukazało się 9 tomów (nakładem wydawnictwa Copernicus Corporation).

### Polska
Pierwszą znaną pozycją wydaną w Polsce był Kosmolot „Podróżnik”, autorstwa Steve’a Jacksona, opublikowany na łamach miesięcznika Fikcje, przez Śląski Klub Fantastyki w 1985 roku. Dwa lata później (1987), w magazynie Razem, ukazała się pierwsza polska gra książkowa, Dreszcz, pióra Jacka Ciesielskiego. Ta prosta, rozgrywająca się w ponurych podziemiach przygoda została nazwana przez autora fantasolo, co było próbą spolszczenie angielskiego terminu Fighting Fantasy określającego gatunek gier książkowych skupionych wokół nieustannych walk z hordą przeciwników w światach spod szyldu magii i miecza. W 1988 napisał kolejne fantasolo pod tytułem Goblin. Kolejne lata przyniosły publikację jeszcze kilkudziesięciu pozycji, głównie zagranicznych autorów, lecz zainteresowanie gamebookami, począwszy od połowy lat dziewięćdziesiątych, zaczęło wyraźnie spadać, o czym świadczyła coraz niższa liczba wypuszczanych na rynek gier książkowych.

#### Inicjatywy
W roku 2002 (30 sierpnia) Łukasz Alien Sewastianik założył portal, który przez szereg lat sukcesywnie przyciągał ku sobie miłośników gatunku. Na jego łamach zaczęto publikować amatorskie gry polskich twórców, oraz zbierać dane bibliograficzne dotyczące wszystkich wydanych w Polsce gamebooków. Pod koniec 2007 roku powstało forum pod kierownictwem Michała "Recoila" Rosińskiego (od sierpnia 2008 roku również administratora strony Sewastianika), na którym ostatecznie wykrystalizowała się grupa aktywnych, amatorskich twórców i miłośników gier książkowych dążąca do przeobrażenia i rozpropagowania gatunku. Zwieńczeniem tego procesu było założenie (przez Mikołaja Kołyszko i Beniamina Muszyńskiego) pod koniec 2010 roku nieformalnego Wydawnictwa Wielokrotnego Wyboru oraz czasopisma internetowego „Masz Wybór”, poświęconego interaktywnym gałęziom kultury.
30 sierpnia traktowany jest przez aktywnych (promujących gatunek lub amatorsko piszących własne gry książkowe) fanów skupionych wokół witryny Sewastianika i Wydawnictwa Wielokrotnego Wyboru jako nieformalne Święto Polskich Gier Książkowych.